# Ko Kho Khao
Koordinaten: 8° 53′ 20″ N, 98° 16′ 52″ O
Ko Kho Khao (Thai: เกาะคอเขา) ist ein Unterbezirk (Tambon) im Landkreis (Amphoe) Takua Pa, Provinz Phang Nga in der Südregion von Thailand. Der Bezirk von Ko Kho Khao erstreckt sich über die gleichnamigen Insel an der Westküste Thailands.

## Archäologischer Fundplatz
In der Flur des Dorfes Thung Tuek (บ้านทุ่งตึก), unmittelbar gegenüber der Mündung des Flusses Takua Pa liegt ein archäologischer Fundplatz.
Ko Kho Khao ist aus zwei Gründen interessant: Zum einen es war ein Zentrum des trans-isthmischen Wiederausfuhrhandels über den Isthmus von Kra für eine Vielzahl von Keramiken aus dem Mittleren Osten und China, und zum anderen wurde eine Inschrift in tamilischer Sprache gefunden, die den Bau eines Wasserreservoirs mit Hilfe indischer Kaufleute beschreibt, bei dem auch indische Wachsoldaten anwesend gewesen sein sollen. Dies ist eine sehr seltene Information über die Präsenz indischer Gruppen in Südostasien. Das Reservoir wurde tatsächlich als etwa 880 Meter mal 200 Meter messendes Areal gefunden.
Die ersten Grabungen wurden vor Ort im Jahre 1909 von Prinz Vajiravudh, dem späteren König Rama VI., durchgeführt.
Ko Kho Khao zeigt die Errichtung und Unterhaltung internationaler Handelswege während des ersten Jahrtausends.

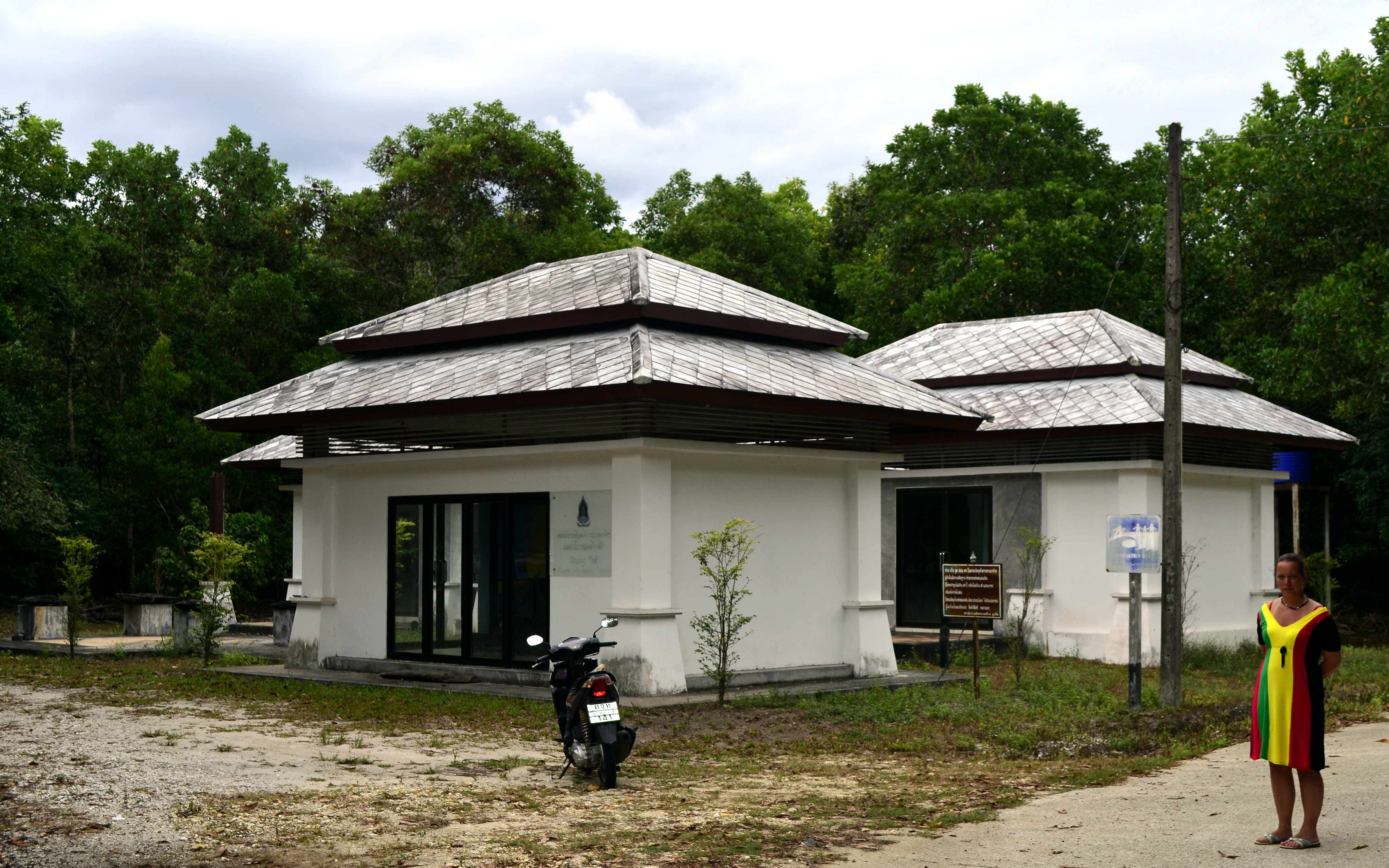
Archäologisches Informationszentrum im Ausgrabungsgebiet von Thung Tuk
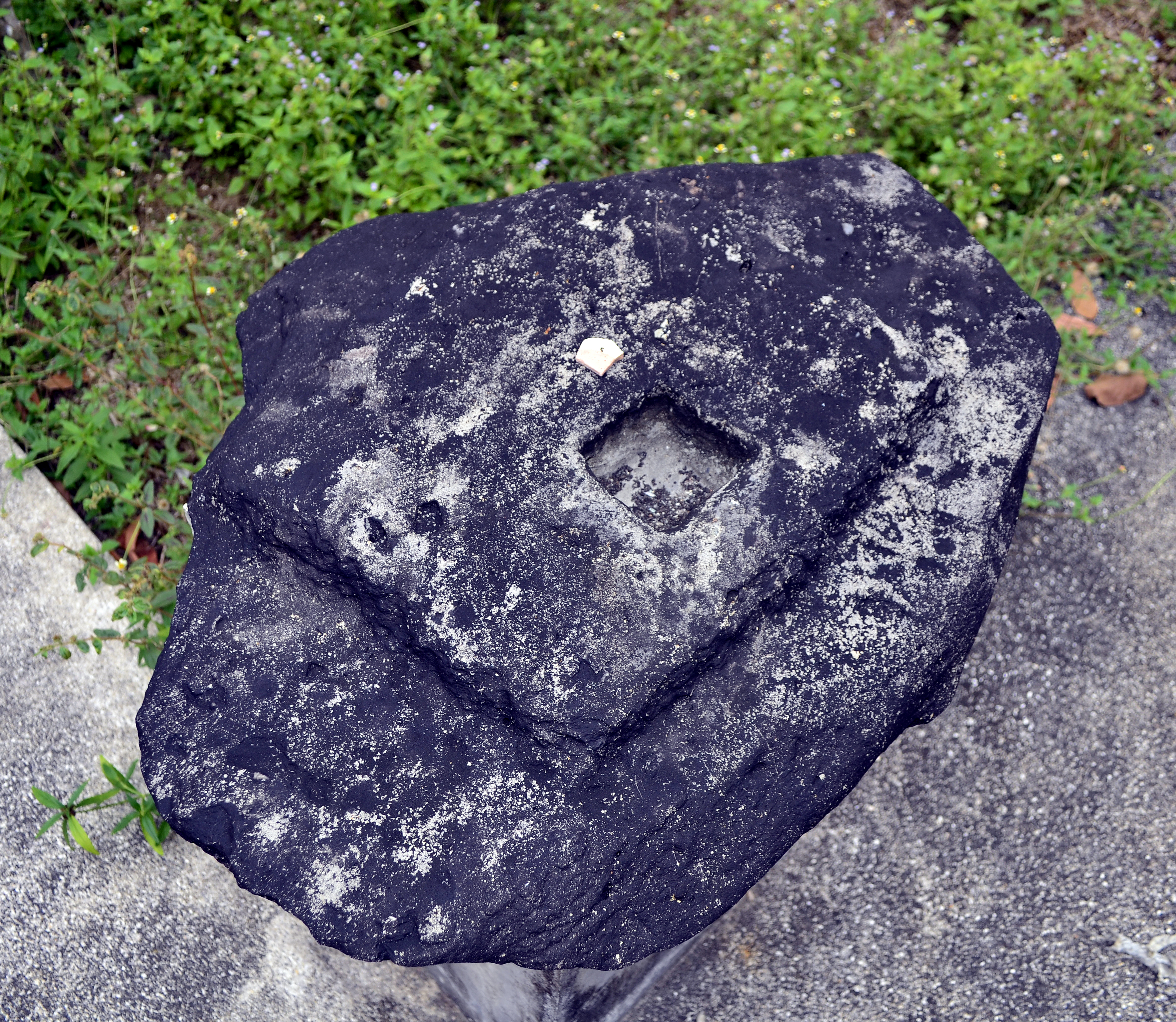
Antiker Pfostenstellstein vor dem Informationszentrum
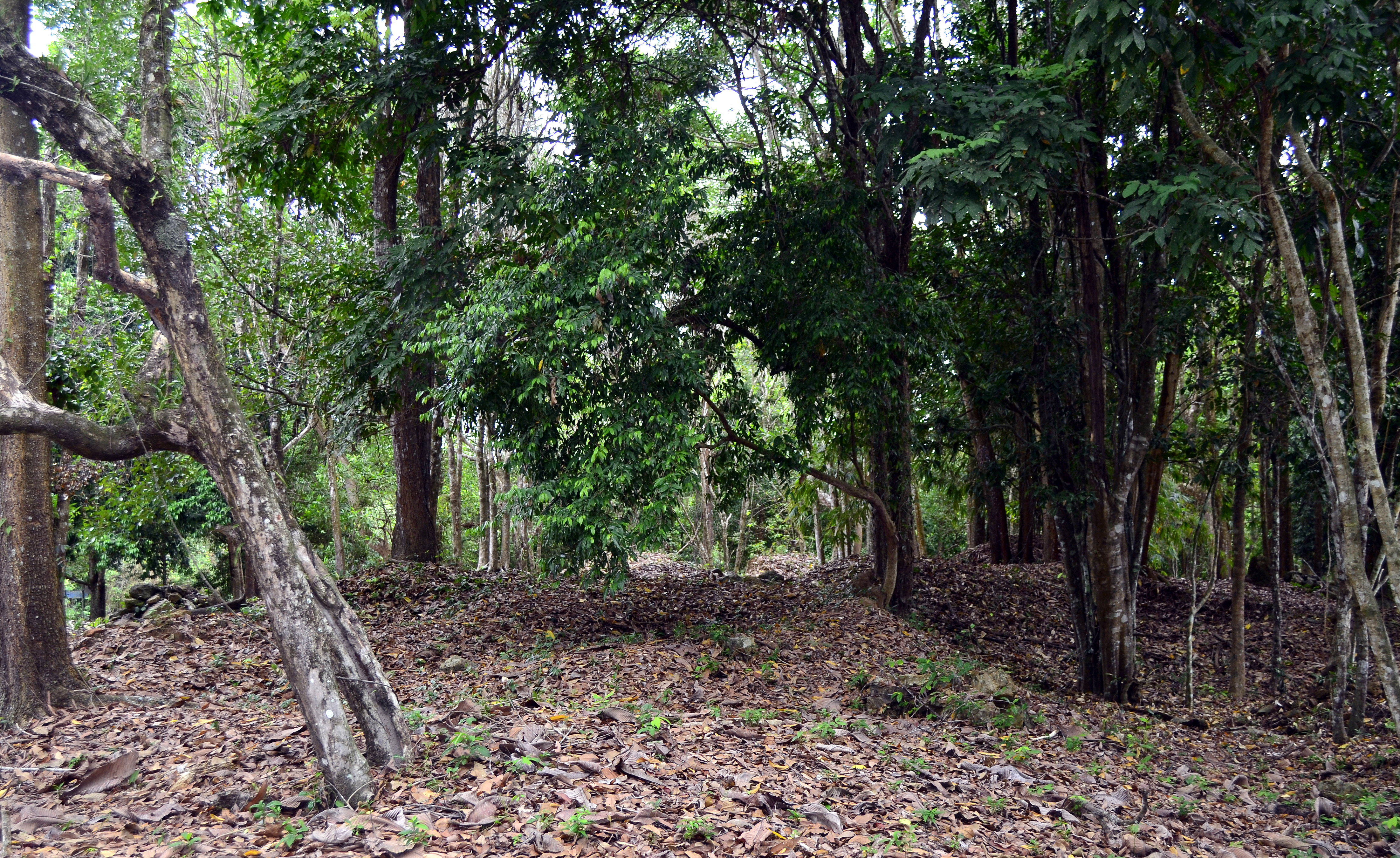
Stark zerwühltes Ausgrabungsgelände von Thung Tuk